# Lepidophyma dontomasi
Lepidophyma chicoasensis (тропічна нічна ящірка Макдугалла) — вид сцинкоподібних ящірок родини нічних ящірок (Xantusiidae). Ендемік Мексики. Вид названий на честь мексиканського ботаніка Томаса Бейлі Макдугалла.

## Поширення і екологія
Тропічні нічні ящірки Макугалла відомі з типової місцевості, розташованої на горі Серро-Лачігірі в штаті Оахака, на висоті 2200 м над рівнем моря. Вони живуть в соснових лісах та на луках, порослих агавою і ноліною.